# Casa Babylon
Casa Babylon és el quart i darrer àlbum d'estudi de Mano Negra, publicat poc després de la finalització de Colòmbia, on va estar-hi uns mesos en l'anomenada gira d'Un tren de hielo y fuego.
Probablement, és el disc que queda a cavall entre la Mano Negra dels anys vuitanta i els treballs d'en Manu Chao en solitari (Clandestino, Próxima Estación: Esperanza), ja que s'inicia en l'ús d'elements característics del compositor, com ara el sampler (fragments de peces, com ara diàlegs).

## Llista de cançons
1. "Viva Zapata" – 2:04
2. "Casa Babylon" - 2:34
3. "The Monkey" - 2:47
4. "Señor Matanza" - 4:06
5. "Santa Maradona" - 3:27
6. "Super Chango" - 2:53
7. "Bala Perdida" - 2:13
8. "Machine Gun" - 4:25
9. "El Alakran" - 3:50
10. "Mama Perfecta" - 1:54
11. "Love And Hate" - 2:28
12. "Drives Me Crazy" - 3:38
13. "Hamburger Fields" - 3:14
14. "La Vida" - 2:41
15. "Sueño De Solentiname" - 3:51
16. "This Is My World" - 4:57